# European Biophysics Journal
European Biophysics Journal is een internationaal, aan collegiale toetsing onderworpen wetenschappelijk tijdschrift op het gebied van de biofysica.
De naam wordt in literatuurverwijzingen meestal afgekort tot Eur. Biophys. J.
Het wordt uitgegeven door Springer Science+Business Media namens de European Biophysical Societies Association en verschijnt maandelijks.
Het eerste nummer verscheen in 1984.